# Box-office Italie 1963-1964
Cet article traite du box-office de la saison cinématographique 1963-1964 en Italie.

## Les 20 premiers
Les films sont classés selon les recettes réelles de la Société italienne des auteurs et éditeurs (SIAE, Società Italiana degli Autori ed Editori), fournies par les volumes Platea in piedi exprimées en lires italiennes,,. Lorsque les données SIAE pour le nombre d'entrées ne sont pas disponibles, les recettes réelles ont été divisées par le prix moyen du billet à 201 lires en 1963-64.
Pour certains titres étrangers, les données SIAE ne sont pas disponibles, la position dans le classement est obtenue sur la base des données disponibles auprès du Giornale dello spettacolo,.
| Rang | Titre                               | Pays                                       | Réalisateur                                                | Recettes Italie (lires) | Entrées Italie |
| ---- | ----------------------------------- | ------------------------------------------ | ---------------------------------------------------------- | ----------------------- | -------------- |
| 1    | Cléopâtre                           | Drapeau des États-Unis                     | Joseph L. Mankiewicz                                       | 2 200 000 000           | 10 945 000     |
| 2    | Hier, aujourd'hui et demain         | Drapeau de l'Italie                        | Vittorio De Sica                                           | 2 036 489 000           | 9 344 037      |
| 3    | Bons Baisers de Russie              | Drapeau du Royaume-Uni                     | Terence Young                                              |                         |                |
| 4    | Lawrence d'Arabie                   | Drapeau du Royaume-Uni                     | David Lean                                                 |                         |                |
| 5    | Les 55 Jours de Pékin               | Drapeau des États-Unis                     | Nicholas Ray                                               |                         |                |
| 6    | La Grande Évasion                   | Drapeau des États-Unis                     | John Sturges                                               |                         |                |
| 7    | Charade                             | Drapeau des États-Unis                     | Stanley Donen                                              |                         |                |
| 8    | Quatre du Texas                     | Drapeau des États-Unis                     | Robert Aldrich                                             |                         |                |
| 9    | Pas de lauriers pour les tueurs     | Drapeau des États-Unis                     | Mark Robson                                                |                         |                |
| 10   | Irma la Douce                       | Drapeau des États-Unis                     | Billy Wilder                                               |                         |                |
| 11   | Séduite et Abandonnée               | Drapeau de l'Italie                        | Pietro Germi                                               | 1 000 345 000           | 4 526 000      |
| 12   | La ragazza                          | Drapeau de l'Italie                        | Luigi Comencini                                            | 996 149 000             | 4 955 000      |
| 13   | L'Ennui et sa diversion, l'érotisme | Drapeau de l'Italie · Drapeau de la France | Damiano Damiani                                            | 964 909 000             | 4 800 000      |
| 14   | Du silence et des ombres            | Drapeau des États-Unis                     | Robert Mulligan                                            |                         |                |
| 15   | Deux Corniauds contre Cosa Nostra   | Drapeau de l'Italie · Drapeau de l'Espagne | Giorgio Simonelli                                          | 992 067 000             | 4 488 000      |
| 16   | Les Rois du soleil                  | Drapeau des États-Unis                     | J. Lee Thompson                                            |                         |                |
| 17   | Les Monstres                        | Drapeau de l'Italie                        | Dino Risi                                                  | 847 126 000             | 4 214 000      |
| 18   | Haute Infidélité                    | Drapeau de l'Italie · Drapeau de l'Espagne | Franco Rossi, Elio Petri, Luciano Salce et Mario Monicelli |                         |                |
| 19   | La Panthère rose                    | Drapeau des États-Unis                     | Blake Edwards                                              |                         |                |
| 20   | Le Succès                           | Drapeau de l'Italie                        | Mauro Morassi et Dino Risi                                 | 784 954 000             | 3 905 000      |